# Melalgus rufipes
Melalgus rufipes är en skalbaggsart som först beskrevs av Blanchard 1843.  Melalgus rufipes ingår i släktet Melalgus och familjen kapuschongbaggar. Inga underarter finns listade i Catalogue of Life.